# Asgeir Snekvik
Asgeir Volden Snekvik (Hemne, 14 aprile 1988) è un giocatore di calcio a 5 e calciatore norvegese, centrocampista del Tillerbyen.

## Carriera

### Club
Snekvik ha vestito la maglia del KIL/Hemne, prima di trasferirsi al Kristiansund, dove è rimasto per tre stagioni. Nel 2011 è passato al Byåsen, per cui ha giocato per un anno e mezzo. Nel corso del 2012, infatti, è stato ingaggiato dall'Ullensaker/Kisa, formazione militante nella 1. divisjon. Ha esordito in squadra il 13 agosto, quando è stato titolare nella sconfitta casalinga per 0-3 contro lo Start.
Il 17 gennaio 2013 ha fatto ritorno al Byåsen, per poi passare al Tiller. Il 15 aprile 2013 ha debuttato in campionato con quest'ultima squadra, schierato titolare nel successo per 3-1 sul Ranheim 2. Il 25 maggio ha segnato la prima rete, nel 2-3 sul campo del Meldal.
Il 19 dicembre 2013 è passato ufficialmente al Ranheim, legandosi con un contratto valido dal 1º gennaio 2014. Il 6 aprile ha effettuato il proprio esordio con questa maglia, nella sconfitta interna per 1-2 contro il Nest-Sotra. Il 1º maggio ha trovato la prima rete, nel 2-0 inflitto all'HamKam.
Il 28 luglio 2015 è tornato al Byåsen con la formula del prestito. Nell'ultima giornata del campionato 2016 segnò su rigore il gol vittoria contro il Rosenborg 2, che consentì al Byåsen di mantenere il proprio posto in 2. divisjon. Nel 2017 si è accordato con il Tillerbyen.

### Nazionale
Gioca per la Nazionale di calcio a 5 della Norvegia.

## Statistiche

### Presenze e reti nei club
Statistiche aggiornate al 30 maggio 2017.
| Stagione            | Club                | Campionato          | Campionato | Campionato | Coppe nazionali | Coppe nazionali | Coppe nazionali | Coppe continentali | Coppe continentali | Coppe continentali | Supercoppe | Supercoppe | Supercoppe | Totale | Totale |
| Stagione            | Club                | Comp                | Pres       | Reti       | Comp            | Pres            | Reti            | Comp               | Pres               | Reti               | Comp       | Pres       | Reti       | Pres   | Reti   |
| ------------------- | ------------------- | ------------------- | ---------- | ---------- | --------------- | --------------- | --------------- | ------------------ | ------------------ | ------------------ | ---------- | ---------- | ---------- | ------ | ------ |
| 2005                | KIL/Hemne           | 3D                  | ?          | ?          | CN              | ?               | ?               | -                  | -                  | -                  | -          | -          | -          | ?      | ?      |
| 2006                | KIL/Hemne           | 3D                  | ?          | ?          | CN              | ?               | ?               | -                  | -                  | -                  | -          | -          | -          | ?      | ?      |
| 2007                | KIL/Hemne           | 3D                  | ?          | ?          | CN              | ?               | ?               | -                  | -                  | -                  | -          | -          | -          | ?      | ?      |
| Totale KIL/Hemne    | Totale KIL/Hemne    | Totale KIL/Hemne    | ?          | ?          |                 | ?               | ?               |                    | -                  | -                  |            | -          | -          | ?      | ?      |
| 2008                | Kristiansund        | 2D                  | ?          | ?          | CN              | ?               | ?               | -                  | -                  | -                  | -          | -          | -          | ?      | ?      |
| 2009                | Kristiansund        | 2D                  | ?          | ?          | CN              | ?               | ?               | -                  | -                  | -                  | -          | -          | -          | ?      | ?      |
| 2010                | Kristiansund        | 2D                  | ?          | ?          | CN              | ?               | ?               | -                  | -                  | -                  | -          | -          | -          | ?      | ?      |
| Totale Kristiansund | Totale Kristiansund | Totale Kristiansund | ?          | ?          |                 | ?               | ?               |                    | -                  | -                  |            | -          | -          | ?      | ?      |
| 2011                | Byåsen              | 2D                  | ?          | ?          | CN              | ?               | ?               | -                  | -                  | -                  | -          | -          | -          | ?      | ?      |
| gen.-ago. 2012      | Byåsen              | 2D                  | ?          | ?          | CN              | ?               | ?               | -                  | -                  | -                  | -          | -          | -          | ?      | ?      |
| ago.-dic. 2012      | Ullensaker/Kisa     | 1D                  | 6+2        | 0          | CN              | -               | -               | -                  | -                  | -                  | -          | -          | -          | 8      | 0      |
| 2013                | Tiller              | 3D                  | 23         | 9          | CN              | 4               | 5               | -                  | -                  | -                  | -          | -          | -          | 27     | 14     |
| 2014                | Ranheim             | 1D                  | 23         | 5          | CN              | 4               | 2               | -                  | -                  | -                  | -          | -          | -          | 27     | 7      |
| gen.-ago. 2015      | Ranheim             | 1D                  | 9          | 0          | CN              | 3               | 1               | -                  | -                  | -                  | -          | -          | -          | 12     | 1      |
| Totale Ranheim      | Totale Ranheim      | Totale Ranheim      | 32         | 5          |                 | 7               | 3               |                    | -                  | -                  |            | -          | -          | 39     | 8      |
| ago.-dic. 2015      | Byåsen              | 2D                  | 13         | 5          | CN              | -               | -               | -                  | -                  | -                  | -          | -          | -          | ?      | ?      |
| 2016                | Byåsen              | 2D                  | 23         | 8          | CN              | 2               | 1               | -                  | -                  | -                  | -          | -          | -          | 25     | 9      |
| Totale Byåsen       | Totale Byåsen       | Totale Byåsen       | 36+        | 13+        |                 | 2+              | 1+              |                    | -                  | -                  |            | -          | -          | 38+    | 14+    |
| 2017                | Tillerbyen          | 3D                  | 6          | 5          | CN              | 3               | 2               | -                  | -                  | -                  | -          | -          | -          | 9      | 7      |
| Totale              | Totale              | Totale              | 103+2      | 32+        |                 | 16+             | 11+             |                    | -                  | -                  |            | -          | -          | 121+   | 43+    |